# OHA-OHA NIGHT
『OHA-OHA NIGHT』（おはおはナイト）は、テレビ東京系子供向けバラエティ番組『おはスタ』のラジオ版として、2001年10月から2005年3月まで放送されたニッポン放送製作によるラジオ番組である。
ニッポン放送の番組表では「OHA-OHA NIGHT」だったが、他のネット局の番組表では「OHA-OHA-Night」だった。また、タイトルコールは「やまちゃん・ベッキーのOHA-OHA NIGHT」だった。

## 放送
2001年10月7日からスタートし3年半（全179回）放送されたが、キー局ニッポン放送では、スポーツ中継や特別番組などで番組がしばしば休止し、放送回数は179回よりも少ない。
テレビ東京系『おはスタ』とは視聴者が違うこともあり、テレビ番組との連携は少なかった。ナイターシーズンに伴う春・秋の番組改編期ごとに、放送局によっては曜日や時間帯が大幅に変更することもあった。
ニッポン放送の他にも、STVラジオ・東海ラジオ・ラジオ大阪・九州朝日放送で放送されたが、2005年3月に番組が終了したため、この4局は後番組として同年4月から、文化放送発の『テニスの王子様 オン・ザ・レイディオ』を放送することになった。

## ニッポン放送の放送時間
20時〜21時台の比較的早い時間帯に放送されていた。ナイターオフシーズンには週末（最初のシーズン以外は土曜日）に放送されていたが、オンシーズンにはショウアップナイターやクッション番組のショウアップナイターハイライトが放送されるため、ナイターが休みの月曜日に放送されていた。
- 日曜日 20:20–20:50（2001年10月7日 - 2002年3月31日）
- 月曜日 20:20–20:50（2002年4月1日 - 9月30日）
- 土曜日 21:00–21:30（2002年10月5日 - 2005年3月26日のオフシーズン）
- 月曜日 21:20–21:50（2003年4月7日 - 2004年9月27日のオンシーズン）

## パーソナリティ発表
放送開始月である2001年10月の番組表は、ニッポン放送では「P・山寺宏一」、ラジオ大阪で「出演：山寺宏一、酒井彩名」となっており、山寺宏一と（おそらくはアシスタント的に）酒井彩名が出演すると思われていた。
しかし実際に番組が開始すると、出演したのは山寺宏一とベッキーであった。番組中では、ベッキーの出演が急に決まったことが明かされた。

## 内容
パーソナリティは、『おはスタ』の司会者山寺宏一と『おはスタ』がテレビ初レギュラーだったベッキーが担当。ベッキーが仕事や大学の試験の関係で番組を休んだ時には、ベッキーの代理としておはガールや『おはスタ』出演者、声優が山寺と一緒にパーソナリティを務めることもあった。
番組内容はコーナーや二人のトークが大半であったが、『おはスタ』の情報だけに限らず、子供向けアニメや映画を特集することもあり、出演している声優がゲストとして招かれ、単なる出演作品の宣伝だけでなく山寺との交友関係やアフレコ現場の話なども満載だった。
番組の締めの挨拶は必ず「ロケットビーバイ!」と叫んでいた。この言葉はベッキー名言集の中の“お別れの言葉”の一つ。
エンディングテーマは、『おはスタ』内で作られた、山寺とレイモンド・ジョンソンが歌う「ジャバジャバモーニング」が使用されていた。ただし毎年3月には、『おはスタ』で卒業の歌として作られた「サヨナラのかわりに」をエンディングテーマとして流した。